# Кинигаднер, Хайнц
Хайнц Кинигаднер (нем. Heinz Kinigadner 28 января 1960, Удернс, Тироль, Австрия) — австрийский мотокроссмен. Чемпион мира по мотокроссу.
Чемпион Австрии 1978 по мотокроссу в классе 125, 250 и 500 cm³.
Чемпион Мира 1982 по мотокроссу в классе 250 cm³ на Ямаха.
Чемпион Мира 1984, 1985 по мотокроссу в классе 250 cm³ на KTM.
После окончания профессиональной карьеры стал менеджером заводской команды KTM. С тех пор КТМ добился победы в ралли Париж-Дакар 8 раз в подряд.
После неудачного падения и перелома позвоночника сына, Кинигаднер вместе со своим Другом Дидрихом Матешицом организовали фонд Wings For Life «Крылья Жизни», основной задачей которой является поиск средств на финансирование исследований, направленных на поиск способа лечения травм спинного мозга.